# Karl Lindblom
Karl Robert Lindblom (ur. 7 czerwca 1892 w Sztokholmie, zm. 10 stycznia 1969 tamże) – szwedzki lekkoatleta specjalizujący się w biegach sprinterskich, uczestnik igrzysk olimpijskich.
W 1912 roku Lindblom reprezentował Szwecję na V Letnich Igrzysk Olimpijskich w Sztokholmie, gdzie wziął udział w jednej konkurencji. Na dystansie 200 metrów Szwed wystartował w drugim biegu eliminacyjnym. Z nieznanym czasem uplasował się na miejsca 3-4, które nie były premiowane awansem do półfinału.
Rekordy życiowe:
- bieg na 200 metrów – 22,9 (1914)